# Протејев синдром
Протејев синдром је малформација која узрокује претеран раст коже и атипичан развој костију, често праћен туморима преко једне стране тела.
Поремећаји који су последица Протејевог синдрома су склони променама због чега је овај синдром добио име по грчком богу мора- Протеју који је могао да мења облик.
Први случај је забележен 1979. и од тада је синдром потврђен код још нешто више од 200 људи у целом свету. Процењује се да данас има око 120 људи који живе са овим поремећајем.

## Познати случај
Овај врло редак поремећај би остао непознат да није било Џозефа Мерика (1862-1890) познатијег као “Човек слон” који је запамћен по великим карактеристичним фацијалним туморима и сивкастој боји коже. Научници су накнадно утврдили да је он боловао од тешког облика Протејевог синдрома.

## Опис болести
Симптоми Протејевог синдрома се углавном не појављују одмах након рођења. Овај поремећај изазива претеран раст коже, костију, масног ткива и крвних и лимфних судова. Овај раст се најчешће изражен на лобањи, једном екстремитету-руци и стопалу. Израслине су по правилу асиметричне.
Стопа смртности код особа са овим обољењем је веома висока услед плућне емболије или формирања тромбова који су последица деформитетима. Често се јавља артритис и бол у мишићима услед превелике тежине удова.
Поремећај сам по себи не изазива потешкоће у учењу-коефицијент интелигенције код особа оболелих од Протејевог синдрома обично не излази из оквира нормалног (просечног) коефицијента интелигенције здравих особа. Међутим, услед деформитета може доћи до секундарних оштећења нервног система и когнитивних потешкоћа. Додатни проблем представљају видљиви деформитети који отежавају социализацију оболелих, што опет може довести до когнитивних и социолошких поремећаја.
Научници још увек трагају за узроком Протејевог синдрома. Неки научници мисле да се мутације јављају на хромозому 10, док неки мисле да се проблем јавља на хромозому 16.
Болест се чешће јавља код особа мушког пола.

## Лечење
Лек за ову болест још увек не постоји, али тим доктора из Аустралије је тестирао дејство лека Рапамицина у лечењу Протејевог синдрома и лек се показао као ефикасан у ублажавању симптома ове болести.

## Класификација
Природа поремећаја није потпуно јасна па самим тим постоји подељеност у ставовима којој групи поремећаја припада Протејев синдром. Међутим, већина научника сматра да је Протејев синдром мозаицистички поремећај.